# ادن (موسیقی‌دان)
جاناتان نینگ(به انگلیسی: Jonathon Ng)که با نام ادن (انگلیسی: Eden؛ به معنی عدن؛ زادهٔ ۲۳ دسامبر ۱۹۹۵) شناخته می‌شود خواننده ایرلندی است. 